# Melanophidium
Melanophidium är ett släkte av ormar som ingår i familjen sköldsvansormar.
Dessa ormar är med en längd mellan 75 och 150 cm medelstora. De lever i bergsskogar i södra Indien. Arterna äter troligen daggmaskar. Honor lägger inga ägg utan föder levande ungar.
Arter enligt Catalogue of Life och The Reptile Databas:
- Melanophidium bilineatum
- Melanophidium punctatum
- Melanophidium wynaudense